# Coupe de France de football 1934-1935
Navigation
Coupe de France 1933-1934 Coupe de France 1935-1936
La Coupe de France 1934-1935 était la 18e édition de la coupe de France, et a vu la victoire finale de l'Olympique de Marseille.

## Déroulement
- 1er tour: dimanche 16 septembre 1934[1]
- 2e tour: dimanche 7 octobre 1934[2]
- 3e tour: dimanche 28 octobre 1934[3]
- 4e tour: dimanche 18 novembre 1934[4]
- 1/32es de finale (5e tour): dimanche 9 décembre 1934[5]
- 1/16es de finale: dimanche 6 janvier 1935[6]
- 1/8es de finale: dimanche 3 février 1935[7]
- 1/4 de finale: dimanche 3 avril 1935[8]
- 1/2 finales: dimanche 7 avril 1935
- Finale: dimanche 5 mai 1935

## Résultats

### 4etour
Seuls sont indiqués dans cet article les résultats des clubs professionnels au 4e tour.
Les rencontres se sont déroulées le dimanche 18 novembre 1934. La rencontre entre l'US Valenciennes-Anzin et le SC Aniche s'étant terminée sur un score de parité, un premier match d'appui à lieu le dimanche 25 novembre qui doit être interrompue à la 25e minute lorsque le brouillard envahie le terrain (l'USVA mène alors 2-0). Une troisième rencontre est organisée le dimanche 2 décembre 1934 afin de départager les deux équipes.
| Division            | Club                       | Score      | Club                  | Division           |
| ------------------- | -------------------------- | ---------- | --------------------- | ------------------ |
|                     | Stade compiègnois          | 0 - 3      | Red Star Olympique    | Division 1 (D1)    |
| Division 1 (D1)     | Olympique alésien          | 9 - 0      | Bocca Olympique       |                    |
|                     | SC Victor-Hugo Marseille   | 0 - 11     | SC Nîmes              | Division 1 (D1)    |
| Division 1 (D1)     | FC Antibes                 | 5 - 0      | Olympique de Menton   |                    |
| DH - Nord (D3)      | SC Aniche                  | 2 - 2ap    | US Valenciennes-Anzin | Division 2 (D2)    |
| PH - Nord (D4)      | AS Hautmont                | 0 - 7      | CS Metz               | Division 2 (D2)    |
|                     | US Pontarlier              | 0 - 1      | AS Villeurbanne       | Division 2 (D2)    |
| Division 1 (D1)     | FC Sochaux-Montbéliard     | 8 - 0      | SC Saint-Étienne      |                    |
| DH - Lorraine (D3)  | CS Longwy                  | 1 - 5      | RC Strasbourg         | Division 2 (D2)    |
| Division 2 (D2)     | FC Hispano-Bastidien       | 4 - 1      | SC Bordeaux           |                    |
| Division 2 (D2)     | US Servannaise-et-Malouine | 12 - 0     | Dinard ASC            | PH - Bretagne (D4) |
|                     | SC Abbeville               | 1 - 2a. p. | RC Calais             | Division 2 (D2)    |
| DH - Nord (D3)      | AS Raismes                 | 1 - 0      | Le Havre AC           | Division 2 (D2)    |
| DH - Ouest (D3)     | Angers SCO                 | 3 - 2      | SM Caen               | Division 2 (D2)    |
| DH - Normandie (D3) | Stade havrais              | 2 - 1ap    | RC Lens               | Division 2 (D2)    |
| Matches rejoués     |                            |            |                       |                    |
| Division 2 (D2)     | US Valenciennes-Anzin      | 2 - 0      | SC Aniche             | DH - Nord (D3)     |
| Division 2 (D2)     | US Valenciennes-Anzin      | 10 - 0     | SC Aniche             | DH - Nord (D3)     |

### Trente-deuxièmes de finale
Les clubs de Division 1 et Division 2 rentrent pour la plupart au 4e tour de la compétition. Ils rejoignent ainsi les rescapés des tours précédents parmi lesquels des équipes de Division d'Honneur (3e échelon du football français et plus haut niveau régional) et de Promotion d'Honneur (4e échelon du football français et 2e échelon régional).
Les rencontres se sont déroulées le dimanche 9 décembre 1934. Les deux matches qui se sont soldés par un score nul ont été rejoué le dimanche 16 décembre. Il a fallu un troisième match pour départager l'AS Valentigney et l'AS Moulins, qui s'est tenu le dimanche 23 décembre.
| Division                          | Club                    | Score  | Club                       | Division            |
| --------------------------------- | ----------------------- | ------ | -------------------------- | ------------------- |
| Division 2 (D2)                   | US Valenciennes-Anzin   | 7 - 1  | US Drocourt                | PH - Nord (D4)      |
| Division 2 (D2)                   | RC Calais               | 9 - 1  | US Boulogne                | DH - Nord (D3)      |
| DH - Nord (D3)                    | RC Arras                | 1 - 3  | FC Mulhouse                | Division 1 (D1)     |
| Division 2 (D2)                   | RC Roubaix              | 3 - 1  | ES Bully-les-Mines         | DH - Nord (D3)      |
| Division 1 (D1)                   | Olympique lillois       | 11 - 1 | ES Hayange                 | DH - Lorraine (D3)  |
| Division 2 (D2)                   | Amiens AC               | 4 - 0  | Angers SCO                 | DH - Ouest (D3)     |
| DH - Nord-Est (D3)                | AS Troyes-Sainte-Savine | 2 - 5  | FC Sochaux-Montbéliard     | Division 1 (D1)     |
| DH - Nord-Est (D3)                | Stade de Reims          | 3 - 1  | AS Raismes                 | DH - Nord (D3)      |
| DH - Nord-Est (D3)                | FCO Charleville         | 0 - 1  | US Tourcoing               | Division 2 (D2)     |
| Division 2 (D2)                   | CS Metz                 | 9 - 0  | IC Lille                   | DH - Nord (D3)      |
| DH - Lorraine (D3)                | UL Moyeuvre-Grande      | 0 - 3  | SC Fives                   | Division 1 (D1)     |
| PH - Lorraine (D4)                | AS Lorraine             | 0 - 2  | RC Strasbourg              | Division 1 (D1)     |
| DH - Normandie (D3)               | FC Dieppe               | 1 - 8  | Excelsior AC               | Division 1 (D1)     |
| Division 2 (D2)                   | FC Rouen                | 4 - 1  | Stade béthunois            | DH - Nord (D3)      |
| DH - Normandie (D3)               | Stade havrais           | 0 - 1  | US Bruay-la-Buissière      | DH - Nord (D3)      |
| DH - Normandie (D3)               | US Quevilly             | 5 - 2  | Stade morlaisien           | DH - Ouest (D3)     |
| Division 1 (D1)                   | Red Star Olympique      | 5 - 1  | Stade quimpérois           | DH - Ouest (D3)     |
| Division 2 (D2)                   | CA Paris                | 3 - 0  | FC Bordeaux-Bouscat        | DH - Sud-Ouest (D3) |
| DH - Ouest (D3)                   | AS Brest                | 3 - 2  | FC Hispano-Bastidien       | Division 2 (D2)     |
| Division 1 (D1)                   | Stade rennais UC        | 8 - 1  | ES Juvisy                  | PH - Paris (D4)     |
| DH - Ouest (D3)                   | US Douarnenez           | 1 - 9  | RC Paris                   | Division 1 (D1)     |
| PH - Ouest (D4)                   | Armoricaine de Brest    | 0 - 5  | US Servannaise-et-Malouine | Division 2 (D2)     |
| DH - Bourgogne-Franche-Comté (D3) | AS Valentigney          | 3 - 3  | AS Moulins                 | DH - Auvergne (D3)  |
| Division 2 (D2)                   | AS Villeurbanne         | 3 - 2  | Stade d'Enghien-Ermont     | PH - Paris (D4)     |
| Division 2 (D2)                   | AS Saint-Étienne        | 12 - 0 | ES Audenge                 | DH - Sud-Ouest (D3) |
| DH - Lyonnais (D3)                | CO Saint-Chamond        | 1 - 1  | FC Antibes                 | Division 1 (D1)     |
| DH - Lyonnais (D3)                | FC Annecy               | 0 - 7  | SO Montpellier             | Division 1 (D1)     |
|                                   | FC Grasse               | 2 - 6  | Olympique alésien          | Division 1 (D1)     |
| Division 1 (D1)                   | SC Nîmes                | 7 - 1  | Lyon OU                    | DH - Lyonnais (D3)  |
| Division 1 (D1)                   | Olympique de Marseille  | 3 - 1  | RC Agde                    |                     |
| Division 1 (D1)                   | FC Sète                 | 5 - 0  | FC Mont-de-Marsan          | DH - Sud-Ouest (D3) |
| Division 1 (D1)                   | AS Cannes               | 5 - 1  | US Annemasse               | DH - Lyonnais (D3)  |
| Matches rejoués                   |                         |        |                            |                     |
| Division 1 (D1)                   | FC Antibes              | 5 - 0  | CO Saint-Chamond           | DH - Lyonnais (D3)  |
| DH - Bourgogne-Franche-Comté (D3) | AS Valentigney          | 0 - 0  | AS Moulins                 | DH - Auvergne (D3)  |
| DH - Bourgogne-Franche-Comté (D3) | AS Valentigney          | 2 - 0  | AS Moulins                 | DH - Auvergne (D3)  |

### Seizièmes de finale
Les rencontres se sont déroulées sur terrain neutre le dimanche 6 janvier 1935. Un match d'appui est organisé le jeudi 10 janvier suivant pour départager le Red Star Olympique et l'Amiens AC d'une part et l'Olympique lillois et le SO Montpellier d'autre part. La rencontre entre ces deux derniers prévue au stade des Iris de Villeurbanne est cependant décalée au jeudi 17 janvier en raison d'un terrain gelé.
| Division            | Club                   | Score   | Club                       | Division                          |
| ------------------- | ---------------------- | ------- | -------------------------- | --------------------------------- |
| Division 2 (D2)     | US Valenciennes-Anzin  | 1 - 0   | RC Strasbourg              | Division 1 (D1)                   |
| Division 1 (D1)     | AS Cannes              | 1 - 0   | US Bray-la-Buissière       | DH - Nord (D3)                    |
| Division 1 (D1)     | Excelsior AC           | 2 - 1   | RC Roubaix                 | Division 2 (D2)                   |
| DH - Normandie (D3) | US Quevilly            | 2 - 1   | Stade de Reims             | DH - Nord-Est (D3)                |
| Division 2 (D2)     | CS Metz                | 4 - 1   | AS Saint-Étienne           | Division 2 (D2)                   |
| Division 1 (D1)     | FC Sochaux-Montbéliard | 2 - 1   | US Tourcoing               | Division 2 (D2)                   |
| Division 2 (D2)     | FC Rouen               | 7 - 1   | Olympique alésien          | Division 1 (D1)                   |
| Division 1 (D1)     | FC Antibes             | 1 - 0   | AS Villeurbanne            | Division 2 (D2)                   |
| Division 1 (D1)     | SC Fives               | 2 - 1   | US Servannaise-et-Malouine | Division 2 (D2)                   |
| Division 1 (D1)     | FC Mulhouse            | 6 - 1   | RC Calais                  | Division 2 (D2)                   |
| Division 1 (D1)     | Stade rennais UC       | 4 - 2   | AS Brest                   | DH - Ouest (D3)                   |
| Division 1 (D1)     | RC Paris               | 1 - 0   | CA Paris                   | Division 2 (D2)                   |
| Division 1 (D1)     | Olympique de Marseille | 1 - 0ap | SC Nîmes                   | Division 1 (D1)                   |
| Division 1 (D1)     | FC Sète                | 4 - 1   | AS Valentigney             | DH - Bourgogne-Franche-Comté (D3) |
| Division 1 (D1)     | Red Star Olympique     | 1 - 1ap | Amiens AC                  | Division 2 (D2)                   |
| Division 1 (D1)     | SO Montpellier         | 3 - 3ap | Olympique lillois          | Division 1 (D1)                   |
| Matches rejoués     |                        |         |                            |                                   |
| Division 1 (D1)     | Red Star Olympique     | 1 - 0   | Amiens AC                  | Division 2 (D2)                   |
| Division 1 (D1)     | SO Montpellier         | 3 - 1   | Olympique lillois          | Division 1 (D1)                   |

### Huitièmes de finale
Les rencontres se sont déroulées sur terrain neutre le dimanche 3 février 1935.
| Division        | Club                   | Score      | Club                  | Division            |
| --------------- | ---------------------- | ---------- | --------------------- | ------------------- |
| Division 1 (D1) | FC Sochaux-Montbéliard | 7 - 2a. p. | RC Paris              | Division 1 (D1)     |
| Division 2 (D2) | FC Rouen               | 4 - 2      | US Valenciennes-Anzin | Division 2 (D2)     |
| Division 1 (D1) | Stade rennais UC       | 4 - 2      | Excelsior AC          | Division 1 (D1)     |
| Division 1 (D1) | FC Sète                | 4 - 2      | FC Mulhouse           | Division 1 (D1)     |
| Division 1 (D1) | CS Metz                | 2 - 1      | AS Cannes             | Division 1 (D1)     |
| Division 1 (D1) | Red Star Olympique     | 2 - 1      | SO Montpellier        | Division 1 (D1)     |
| Division 1 (D1) | Olympique de Marseille | 2 - 1      | FC Antibes            | Division 1 (D1)     |
| Division 1 (D1) | SC Fives               | 4 - 0      | US Quevilly           | DH - Normandie (D3) |

### Quarts de finale
Les rencontres se sont déroulées sur terrain neutre le dimanche 3 mars 1935.
| Division        | Club                   | Score | Club                   | Division        |
| --------------- | ---------------------- | ----- | ---------------------- | --------------- |
| Division 1 (D1) | Red Star Olympique     | 2 - 0 | FC Sète                | Division 1 (D1) |
| Division 1 (D1) | Olympique de Marseille | 3 - 0 | FC Sochaux-Montbéliard | Division 1 (D1) |
| Division 1 (D1) | Stade rennais UC       | 1 - 0 | FC Rouen               | Division 2 (D2) |
| Division 1 (D1) | SC Fives               | 2 - 1 | CS Metz                | Division 2 (D2) |

### Demi-finale
Les rencontres se sont déroulées sur terrain neutre le dimanche 7 avril 1935.
La demi-finale opposant l'OM au Red Star Olympique s'est tenue à Lyon. Celle opposant le Stade rennais au SC Fives s'est tenue à Paris.
| Division        | Club                   | Score | Club               | Division        |
| --------------- | ---------------------- | ----- | ------------------ | --------------- |
| Division 1 (D1) | Stade rennais UC       | 3 - 0 | SC Fives           | Division 1 (D1) |
| Division 1 (D1) | Olympique de Marseille | 3 - 2 | Red Star Olympique | Division 1 (D1) |

### Finale
La finale s'est tenue au Stade olympique Yves-du-Manoir à Colombes, le 5 mai 1935.
L'Olympique de Marseille l'a emporté sur le score de 3 buts à 0 face au Stade rennais UC.
Il s'agit de la quatrième Coupe de France gagnée par Marseille.
| Équipes                | Olympique de Marseille - Stade rennais UC |
| Score                  | 3-0 |
| Date                   | 5 mai 1935 |
| Stade                  | Stade olympique Yves-du-Manoir, Colombes 40 008 spectateurs |
| Arbitre                | Julien Leclercq |
| But                    | 34e Charles Roviglione, 38e Willy Kohut, 43e Jean Laurent (c.s.c.). |
| Olympique de Marseille | Laurent Di Lorto, Max Conchy, Henri Conchy, Ferdinand Bruhin, Émile Zermani, Willy Kohut, Max Charbit (cap.), Charles Roviglione, Jean Laurent, Raymond Durand, Joseph Alcazar, József Eisenhoffer. Entraîneur : József Eisenhoffer |
| Stade rennais UC       | Jean Collet, Georges Rose (cap.), Franz Pleyer, Jean Laurent, Gaston Gardet, Georges Boccon, Attilio Bernasconi, Joseph Rouxel, Carlos Volante, Alexandre Cahours, André Chauvel. Entraîneur-joueur : Josef Schneider               |

## Statistiques

### Parcours des clubs professionnels
| Clubs                  | Parcours précédent | Parcours en 1934-1935 |
| ---------------------- | ------------------ | --------------------- |
| FC Sochaux-Montbéliard | 1/16 de finale     | 1/4 de finale         |
| RC Strasbourg          | 1/16 de finale     | 1/16 de finale        |
| RC Paris               | 1/8 de finale      | 1/8 de finale         |
| FC Sète                | Vainqueur          | 1/4 de finale         |
| AS Cannes              | 1/8 de finale      | 1/8 de finale         |
| FC Mulhouse            |                    | 1/8 de finale         |
| Olympique lillois      | 1/2 finales        | 1/16 de finale        |
| Excelsior AC           | 1/8 de finale      | 1/8 de finale         |
| Olympique de Marseille | Finaliste          | Vainqueur             |
| Stade rennais UC       | 1/4 de finale      | Finaliste             |
| SC Fives               |                    | 1/2 finales           |
| Red Star Olympique     |                    | 1/2 finales           |
| Olympique alésien      | 1/16 de finale     | 1/16 de finale        |
| FC Antibes             | 1/16 de finale     | 1/8 de finale         |
| SO Montpellier         | 1/8 de finale      | 1/8 de finale         |
| SC Nîmes               | 1/16 de finale     | 1/16 de finale        |

| Clubs                      | Parcours précédent | Parcours en 1934-1935 |
| -------------------------- | ------------------ | --------------------- |
| CS Metz                    |                    | 1/4 de finale         |
| US Valenciennes-Anzin      |                    | 1/8 de finale         |
| FC Rouen                   | 1/4 de finale      | 1/4 de finale         |
| RC Roubaix                 | 1/2 finales        | 1/16 de finale        |
| RC Lens                    | 1/16 de finale     | 4e tour               |
| RC Calais                  |                    | 1/16 de finale        |
| CA Paris                   | 1/8 de finale      | 1/16 de finale        |
| US Tourcoing               | 1/4 de finale      | 1/16 de finale        |
| AS Saint-Étienne           | 1/8 de finale      | 1/16 de finale        |
| Le Havre AC                | 1/16 de finale     | 4e tour               |
| SM Caen                    |                    | 4e tour               |
| Amiens AC                  | 1/4 de finale      | 1/16 de finale        |
| AS Villeurbanne            |                    | 1/16 de finale        |
| FC hispano-bastidien       |                    | 1/32 de finale        |
| Club français              |                    |                       |
| US servannaise et malouine | 1/16 de finale     | 1/16 de finale        |